# Armenija
L'Armenija (in russo Армения?; a volte citata anche con le grafie Armenia o Armeniya a seconda delle fonti) fu una nave mercantile sovietica mista per il trasporto di passeggeri e di un piccolo carico merci, trasformata in nave ospedale, fu affondata da aerei tedeschi durante la seconda guerra mondiale al largo di Gurzuf, mentre faceva rotta su Jalta, sua destinazione finale, dopo essere salpata da Sebastopoli sotto assedio.

## Fuga da Sebastopoli
Il 4 novembre 1941 l'ammiraglio Oktjabr'skij assunse il comando della difesa di Sebastopoli; mentre le difese della base dal lato di terra venivano rinforzate e sopraggiungevano i rinforzi dell'Armata costiera indipendente di Petrov salvati da Odessa, l'ammiraglio impiegò le batterie d'artiglieria pesante costiera che cingevano la città per rallentare l'avanzata dei tedeschi, e sfruttando una temporanea superiorità aerea dell'aviazione sovietica sulla Crimea dislocò al largo della costa occidentale un gruppo navale con gli incrociatori Krasny Kavkaz, Krasny Krym e Chervona Ukraina e sette cacciatorpediniere per battere sul fianco le truppe di Hansen con i loro cannoni. Von Manstein tentò di prendere la città con un rapido colpo di mano, e fece intervenire la Luftwaffe in appoggio.
Il 7 novembre 1941 fu colpita la nave ospedale Armenija, carica di militari feriti e civili evacuati dalla città venendo affondata da aerosiluranti Heinkel He 111 H del Kampfgesgeschwader 28 (stormo ai comandi dell'Oberst Ernst-August Roth) al largo di Gurzuf, non lontano da Jalta, con un numero di morti stimato tra 5.000 e 7.000 (il terzo peggior singolo disastro navale di sempre), il suo relitto giace ad una profondità di 472 metri.

## Navi gemelle
- Adzharija (affondata ad Odessa il 23 luglio 1941, recuperata dopo la guerra e subito demolita)
- Abchazija (usata come nave ospedale e affondata a Sebastopoli il 10 giugno 1942, recuperata dopo la guerra e demolita nel 1951)
- Ukraina (usata come nave ospedale e affondata a Novorossijsk il 2 luglio 1942, recuperata dopo la guerra, rimessa in servizio)
- Krym (costruita presso i cantieri Krupp Deutsche Werft di Kiel assieme alla Gruzija, fu in servizio dal 1928 al 1973)
- Gruzija (affondata a Sebastopoli il 13 giugno 1942 con 4.000 soldati e 1.300 t di munizioni al gas, falliti i recuperi dopo la guerra nel '49 e nel '56)